# Stedelijke Openbare Bibliotheek Harelbeke

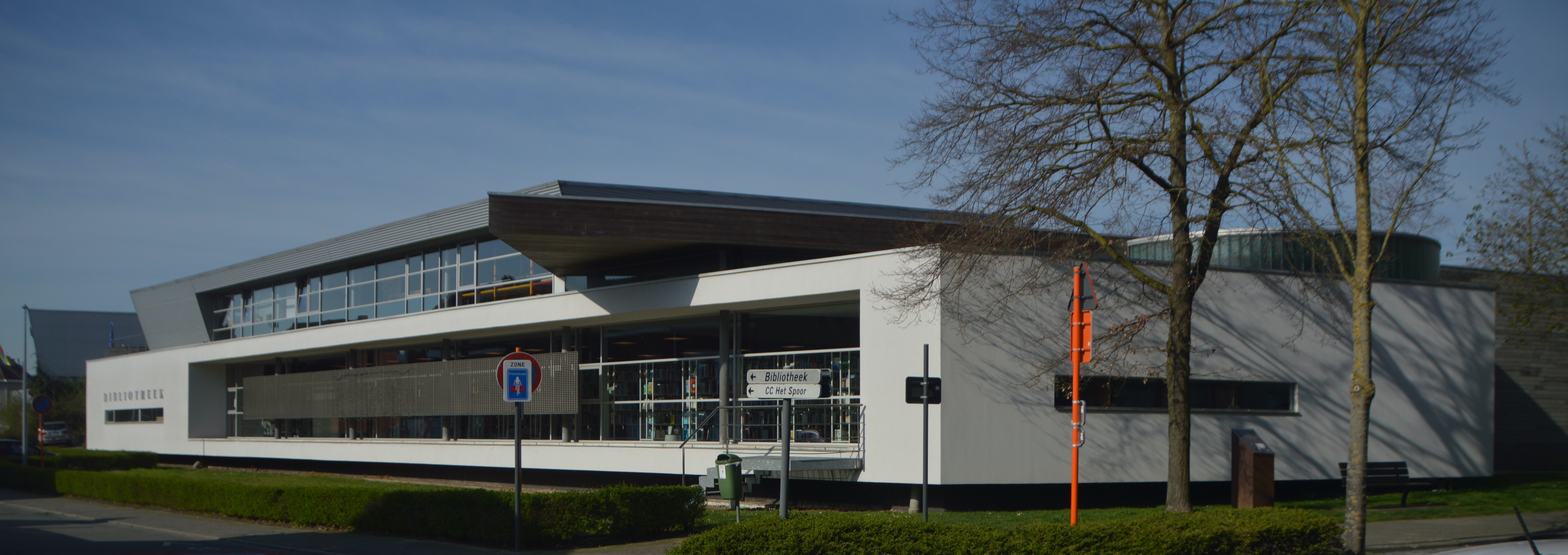
Zijaanzicht Stedelijke openbare bibliotheek Harelbeke

De Stedelijke Openbare Bibliotheek Harelbeke is de bibliotheek van Harelbeke in de Belgische provincie West-Vlaanderen. De bibliotheek werd gebouwd in het jaar 2000 tijdens de legislatuur van burgemeester Luc Decavele (1993-2006). Het gebouw heeft een oppervlakte van 1.725 m2, waarbij de architect de focus legt op functionaliteit.

## Ligging
De Stedelijke openbare bibliotheek is gelegen in de Eilandstraat 2 te 8530 Harelbeke. De bibliotheek is via een sas verbonden met het cultureel centrum CC Het Spoor.

## Historiek

### Plan 2000
In 1995 stelde het stadsbestuur van Harelbeke zijn beleidsplan op voor de daaropvolgende jaren. Onder de titel 'Plan 2000' werd een termijnplanning voorgesteld aan de inwoners van Harelbeke.
In 'Plan 2000' werd de eerste aanzet gegeven voor de bouw van de nieuwe stedelijke openbare bibliotheek:
Gezien de S.O.B. (Stedelijke openbare bibliotheek) reeds geruime tijd kampt met plaatsgebrek zal het stadsbestuur er alles aan doen om op half-lange termijn een nieuwe bibliotheek te bouwen, aansluitend aan het O.C. Daarnaast zullen de bestaande uitleenposten in Bavikhove, Hulste en Stasegem verder geoptimaliseerd worden, met bijzondere aandacht voor een aangepaste huisvesting in Bavikhove.

### Princiepsbeslissing
Op 28 april 1997 volgt de goedkeuring van de principebeslissing tot het bouwen van de bibliotheek door de gemeenteraad van Harelbeke. Als architect werd Jan Vanheuverzwijn (inwoner van Harelbeke) aangesteld.
In samenwerking en onder het toeziend oog van bibliothecaris Jan Van Herreweghe (in dienst van 1/6/1982 t.e.m. 1/6/2021) wordt toekomstgericht nagedacht over het ontwerp, waarbij in het rekening gehouden wordt met de functionaliteit van elke ruimte.

## Bouwverloop

### 4 april 1998: voorstelling maquette
Het ontwerp laat zich kenmerken door twee richtingsassen:
- de eerste richtingsas loopt parallel aan de Eilandstraat;
- de tweede richtingsas vertrek vanuit de foyer van het cultureel centrum.

Binnenin het gebouw zullen deze twee richtingen elkaar kruisen en mee de sfeer bepalen. 
Er wordt gebruikgemaakt van niveauverschillen, zowel voor het vloeroppervlak als voor de plafondhoogtes. Deze manier van ontwerpen speelt in op het ruimtelijke gevoel en creëert een natuurlijke begrenzing tussen de ruimtes. Voorbeelden zijn: de hoger gelegen leeszaal (bereikbaar via een hellend vlak) en het lagergelegen amfitheater (ook gekend als de ‘glazen rotonde’).
Het gebouw bestaat uit drie verdiepingen. In de kelderverdieping bevinden zich archief- en magazijnruimtes alsook de technische ruimte. De gelijkvloerse verdieping is een publieke ruimte. Op de eerste verdieping bevinden zich de burelen voor het personeel en de bibliothecaris. 
In het ontwerp creëerde de architect een gebogen wand, deze is uitdrukkelijk aanwezig.
Deze wand functioneert als een trechter om de bezoekers naar de gemeenschappelijke inkom van de bibliotheek en het cultureel centrum te begeleiden. 
De kleurencombinaties (waarbij de rode baksteen in schril contrast staat met het beton van het cultureel centrum) en het gebruik van de metalen rasters voor de ramen zorgen ervoor dat het gebouw opvalt in zijn omgeving. De nieuwsgierigheid van passanten wordt op die manier bijna automatisch opgewekt.

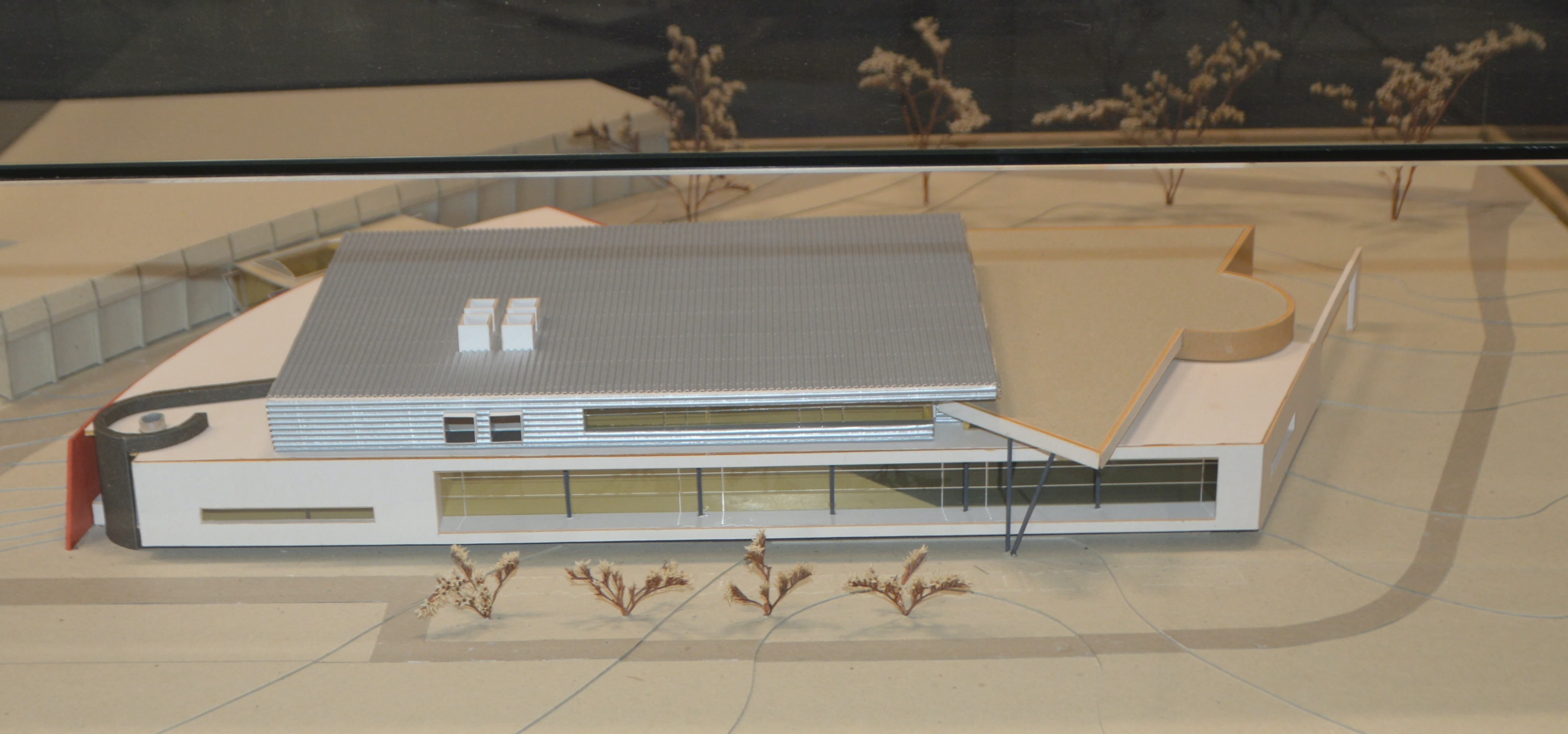
Vooraanzicht maquette
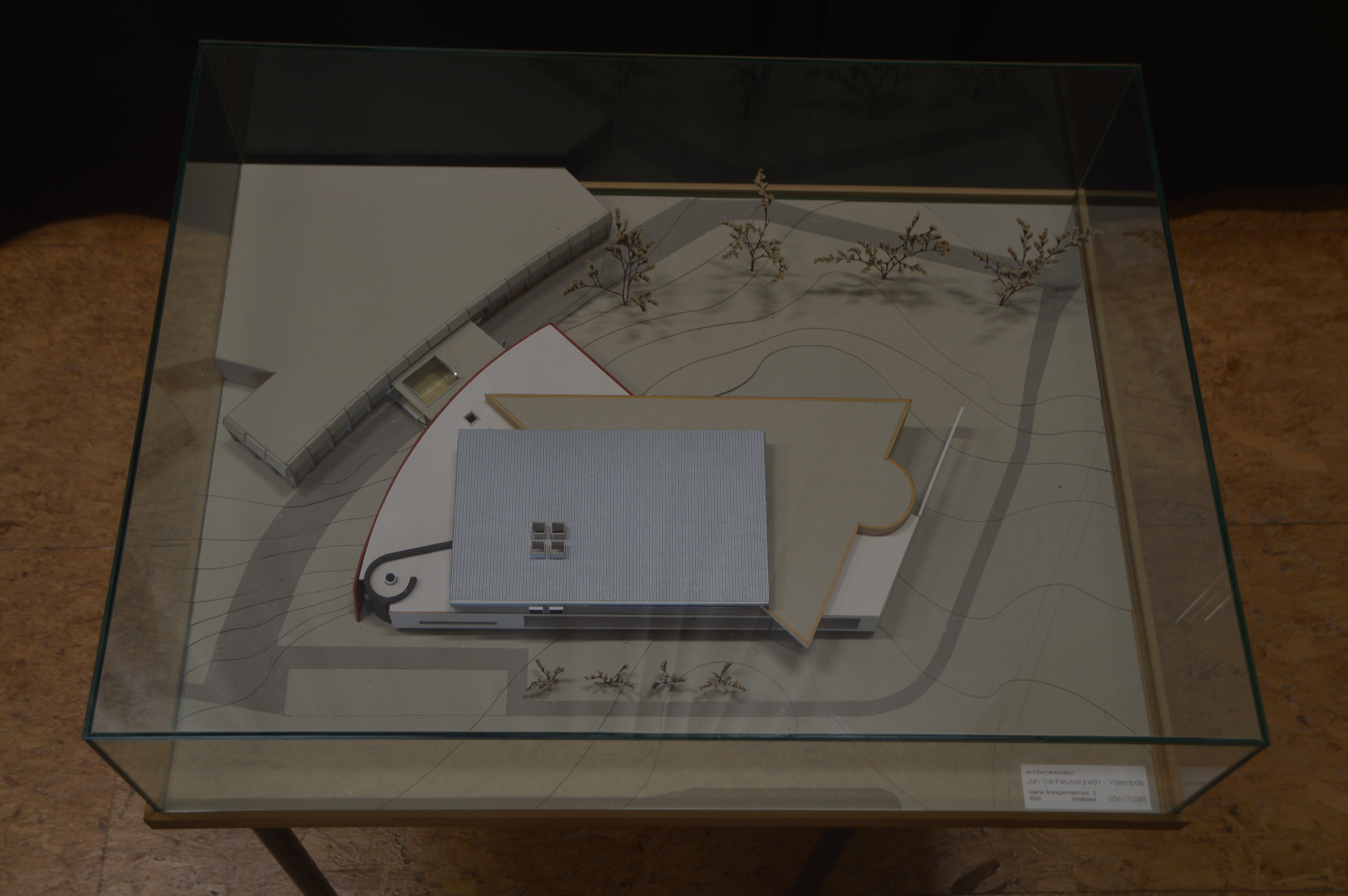
Bovenaanzicht maquette
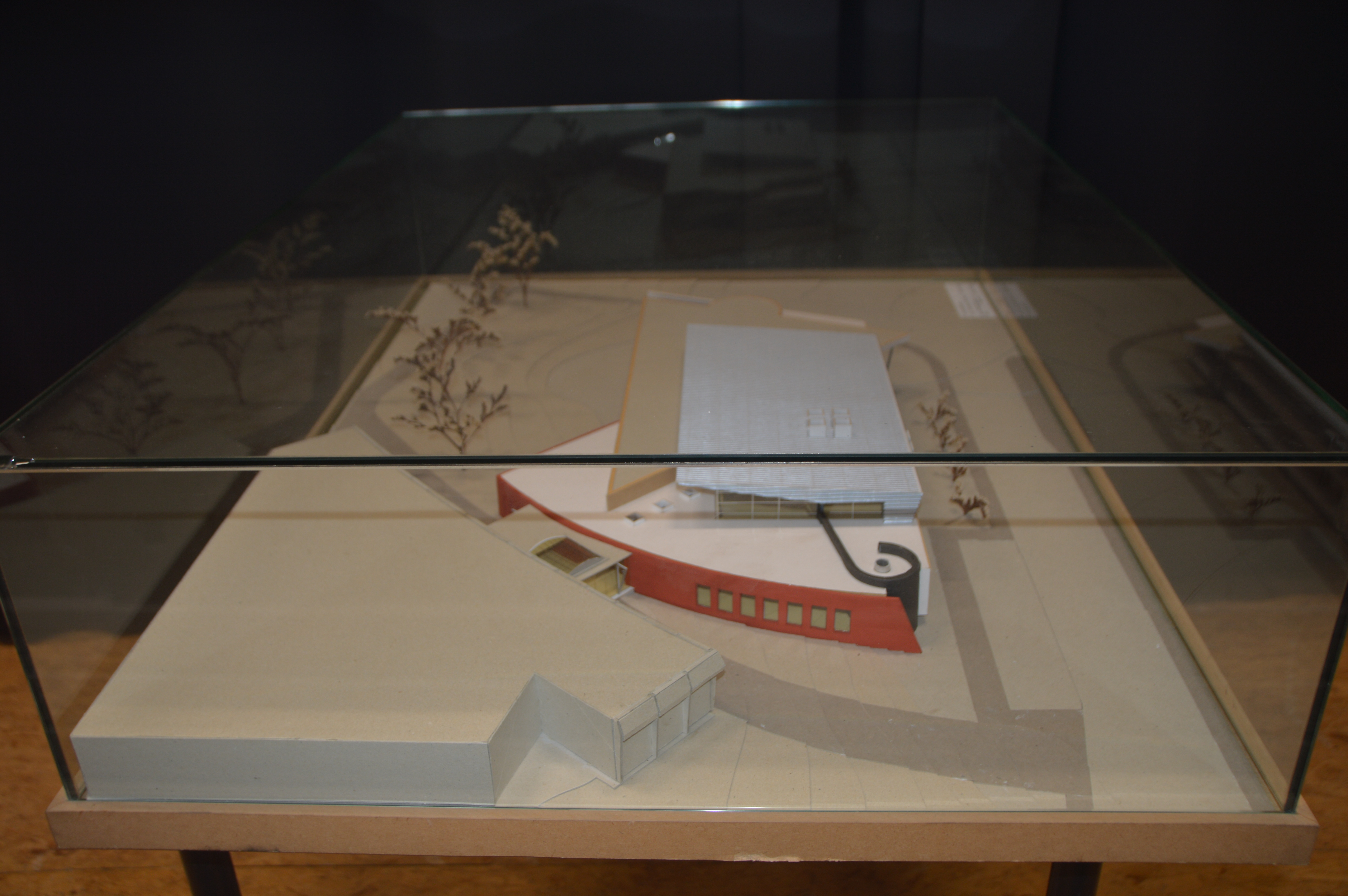
Zijaanzicht maquette
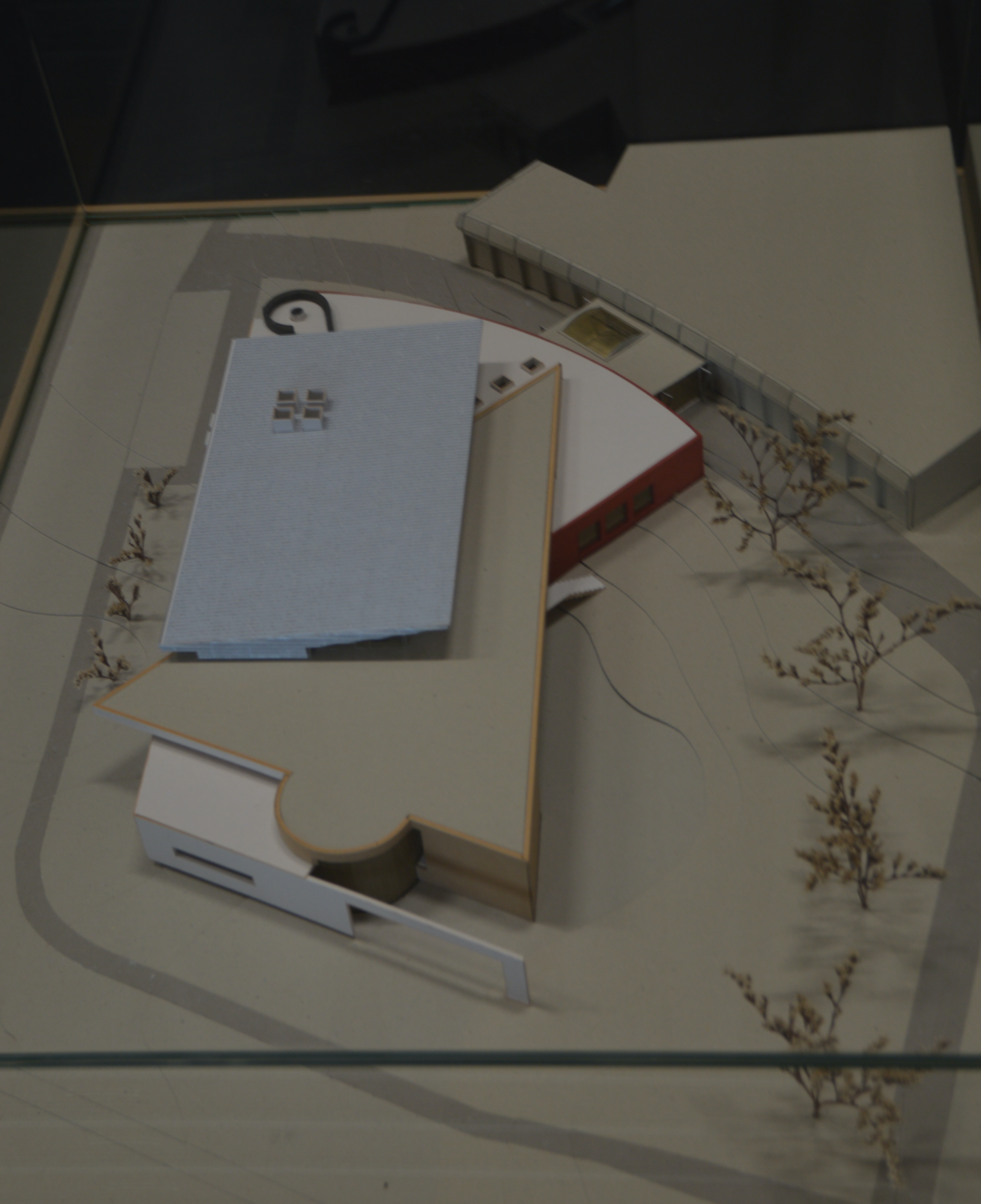
Bovenaanzicht maquette

### 4 maart 2000: eerstesteenlegging

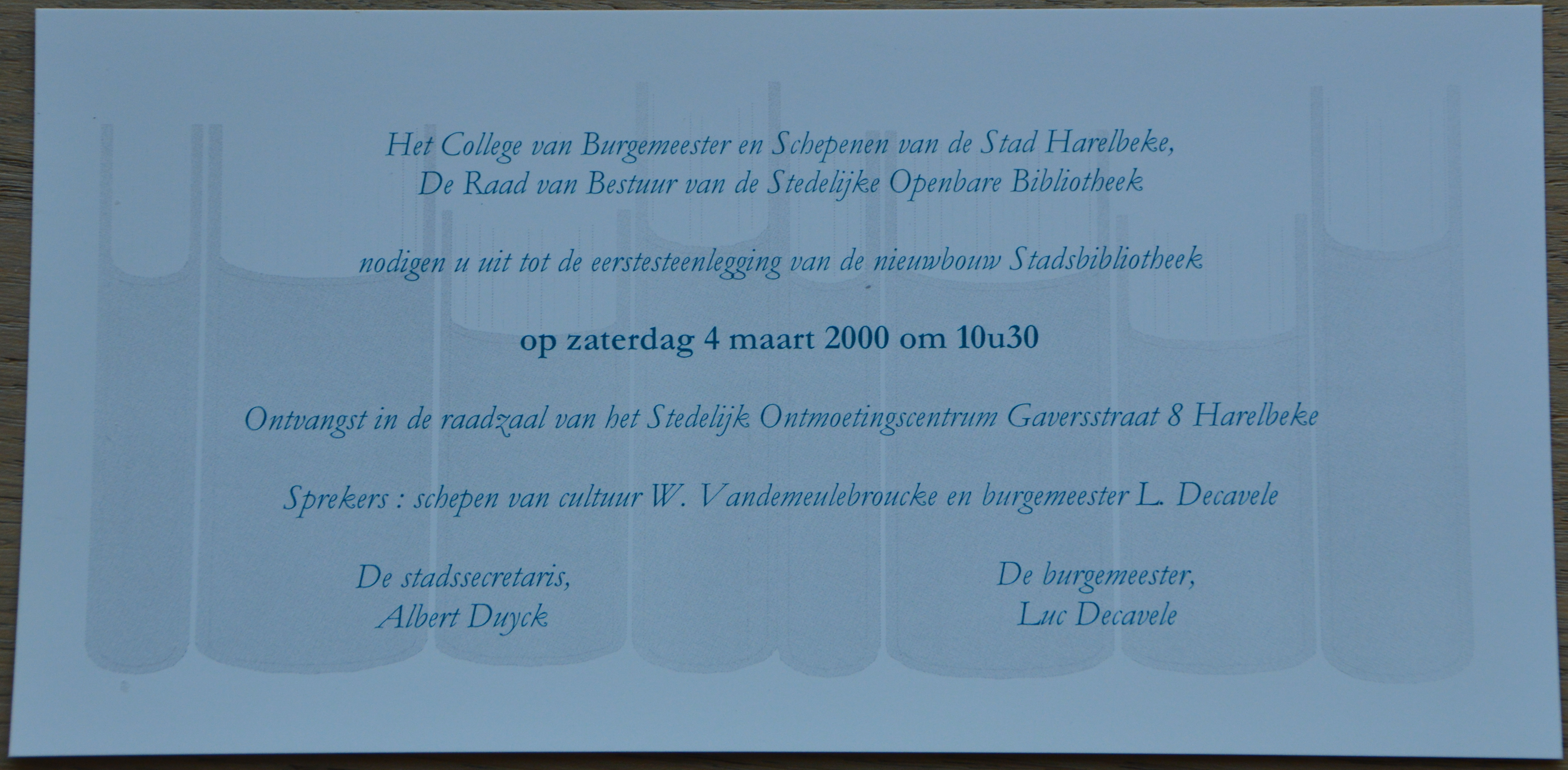
Uitnodiging eerstesteenlegging

### 20 oktober 2001: Officiële opening met academische zitting
In de periode van oktober tot en met december 2001 wordt in het kader van ‘ontsluiting van de nieuwe bibliotheek Harelbeke’ actief ingezet op cultuurspreiding en cultuurparticipatie. Er worden lezingen gehouden, tentoonstellingen georganiseerd en gerenommeerde auteurs worden voorgesteld.
De keuze van de architect om te werken met een tentoonstellingsruimte vooraan in de bibliotheek, werpt in deze periode meteen zijn vruchten af. Door de ligging kan deze ruimte gebruikt worden buiten de openingsuren van de bibliotheek.

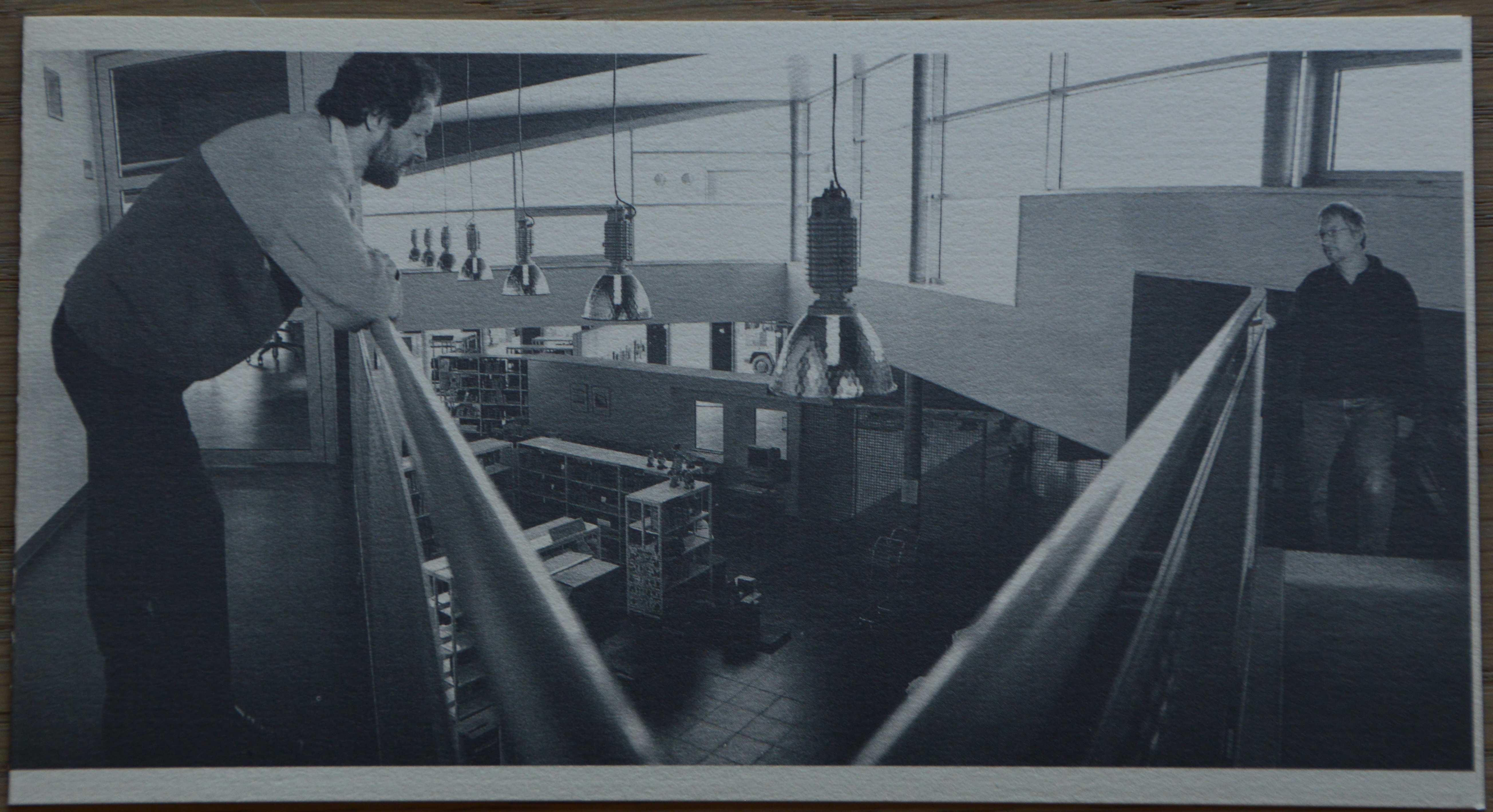
Uitnodiging 'de ontsluiting' - voorzijde
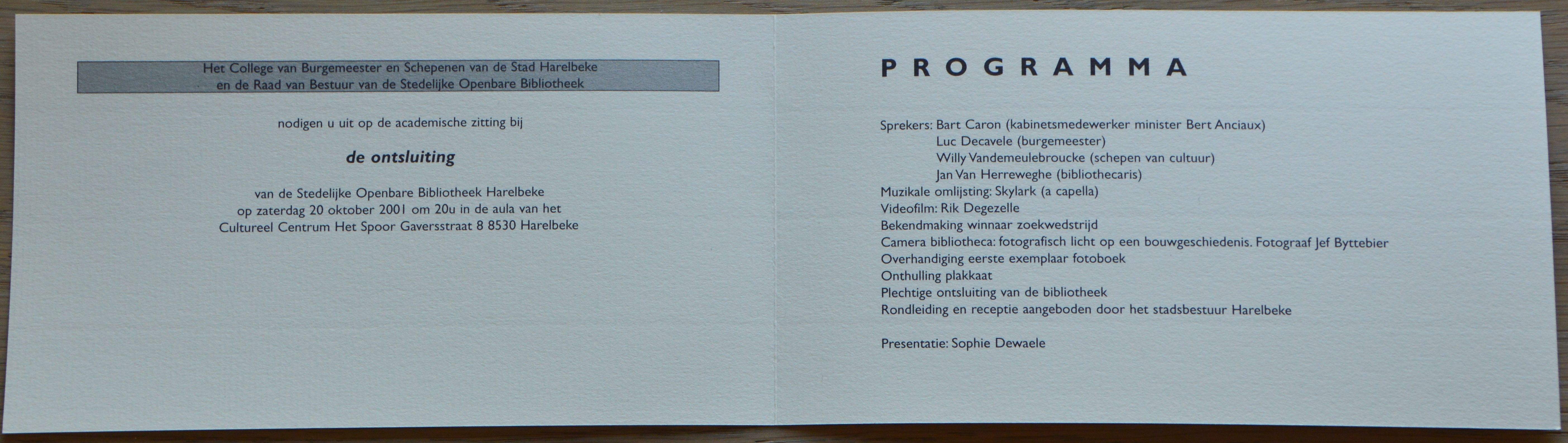
Uitnodiging 'de ontsluiting' - binnenkant
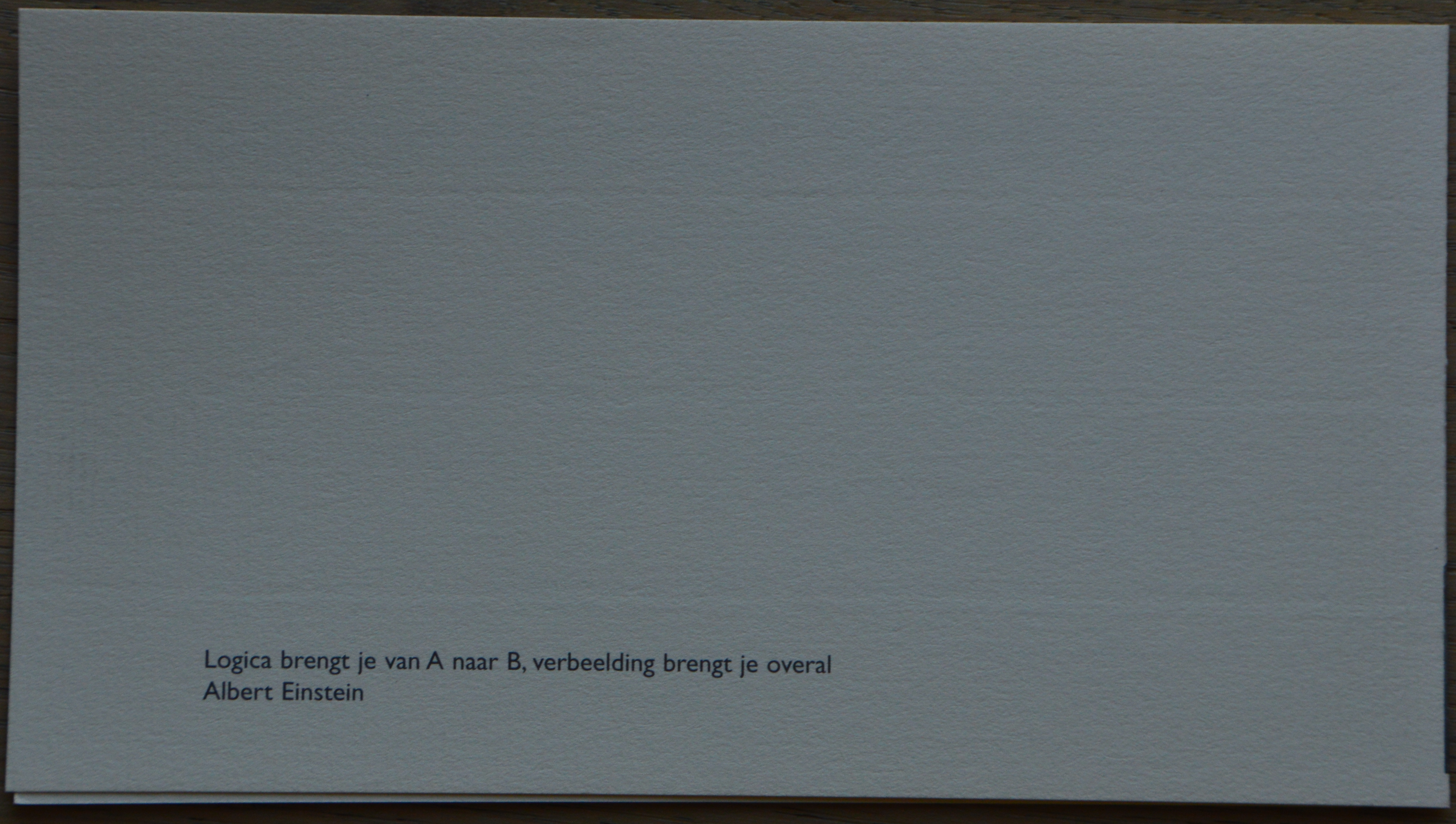
Uitnodiging 'de ontsluiting' - achterzijde

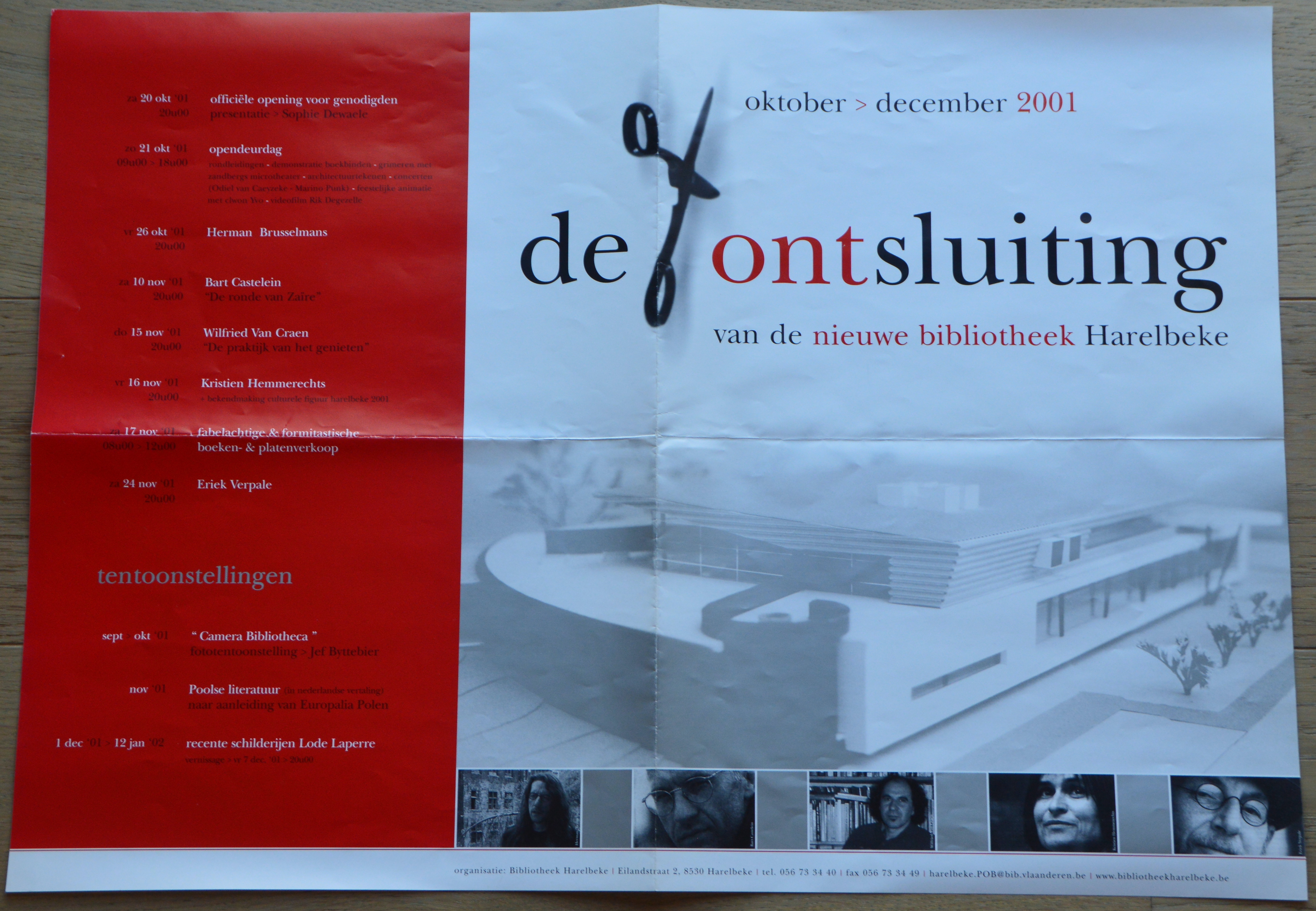
Uitnodiging 'de ontsluiting' - affiche

## Galerij

### Interieur

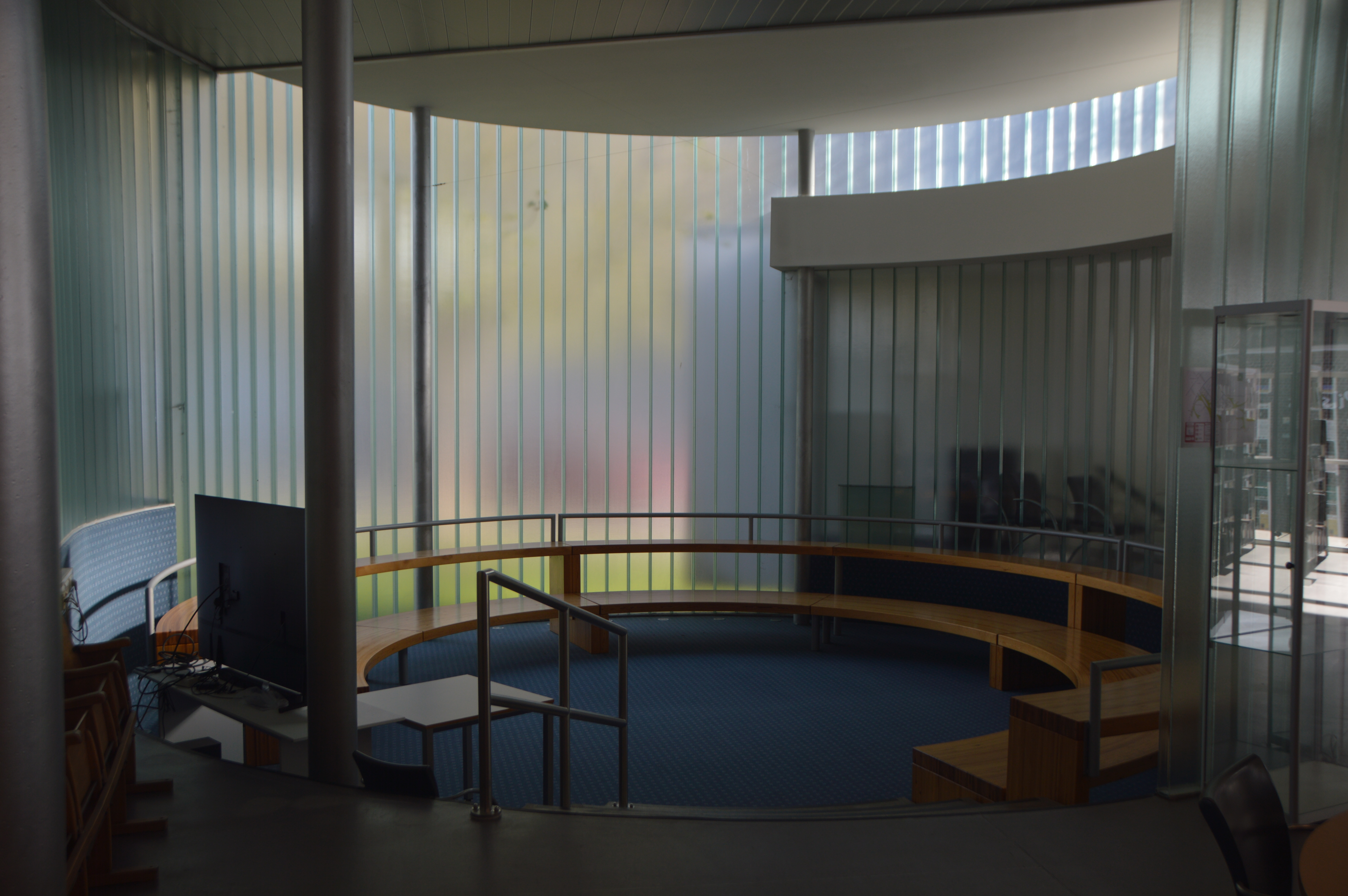
Glazen rotonde
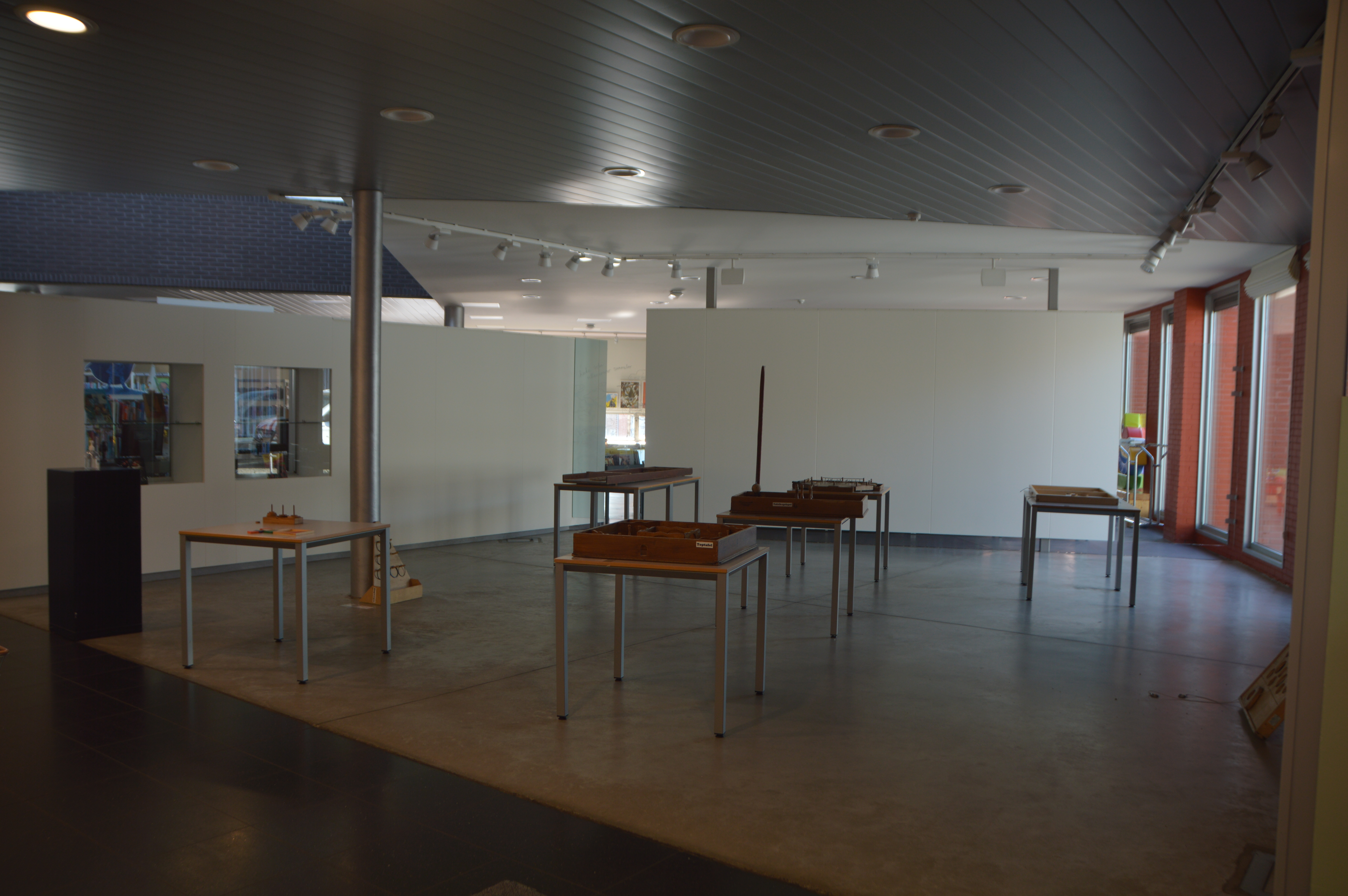
Tentoonstellingsruimte
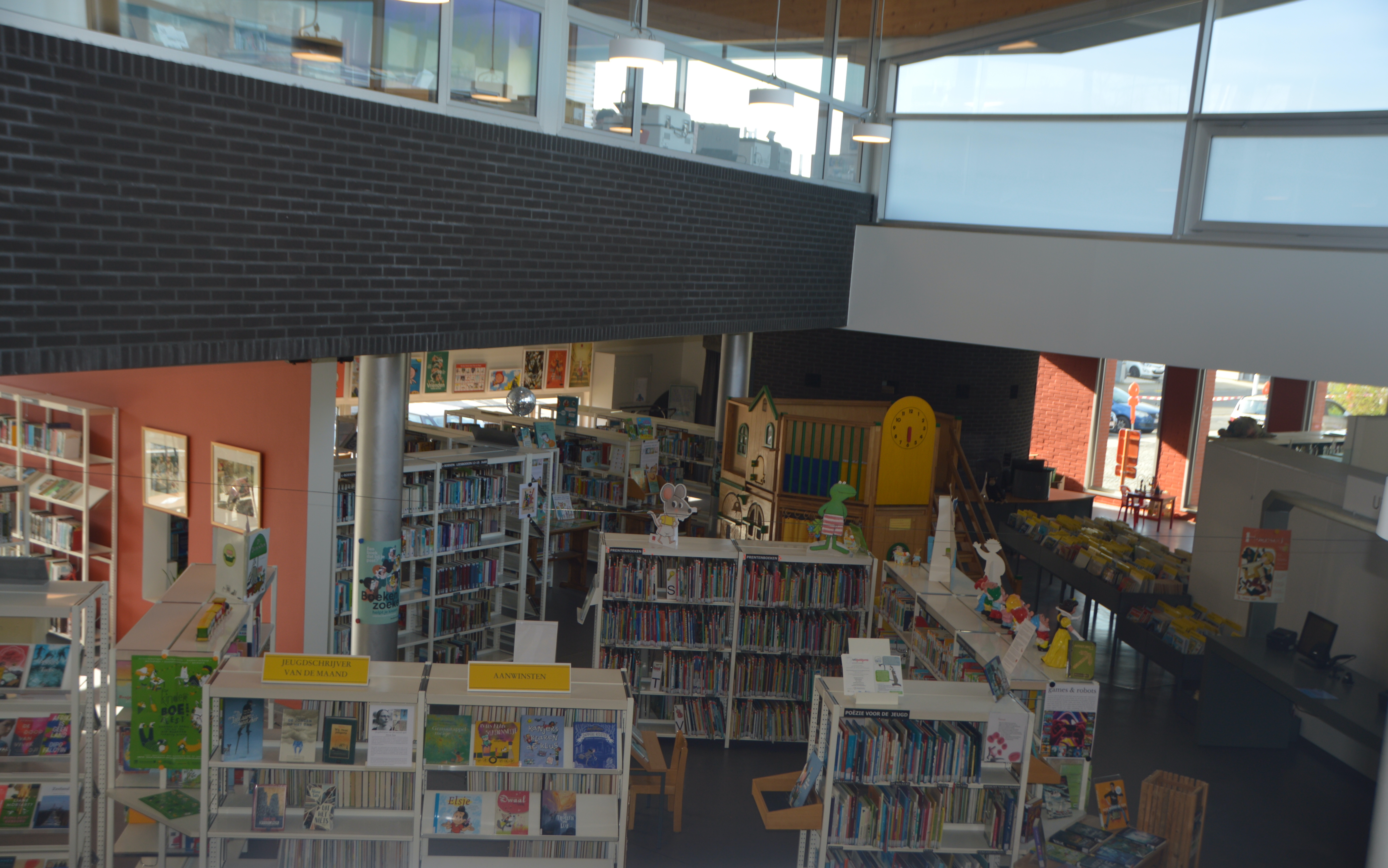
Bovenaanzicht jeugdafdeling
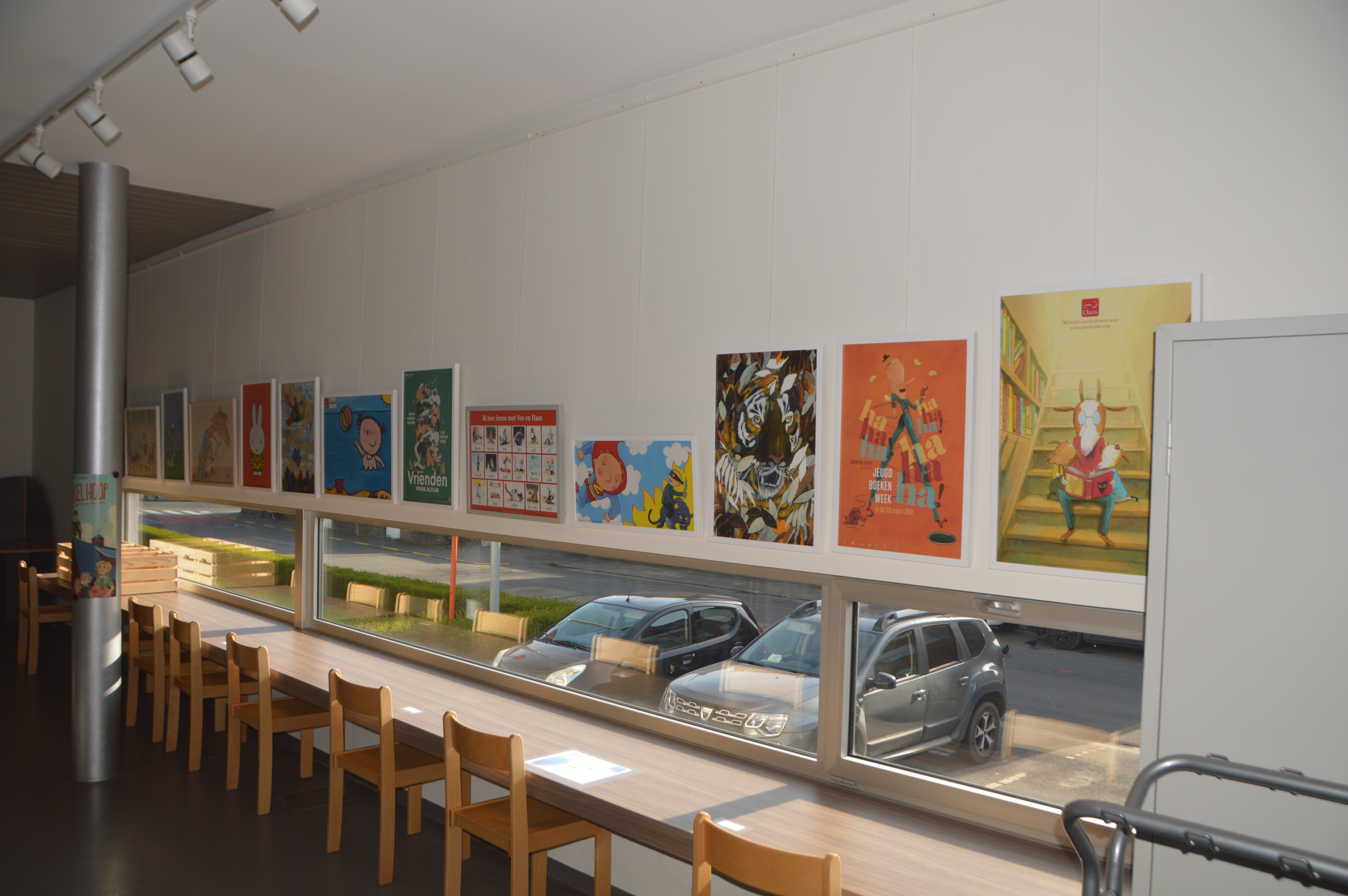
Leesbankjes jeugd
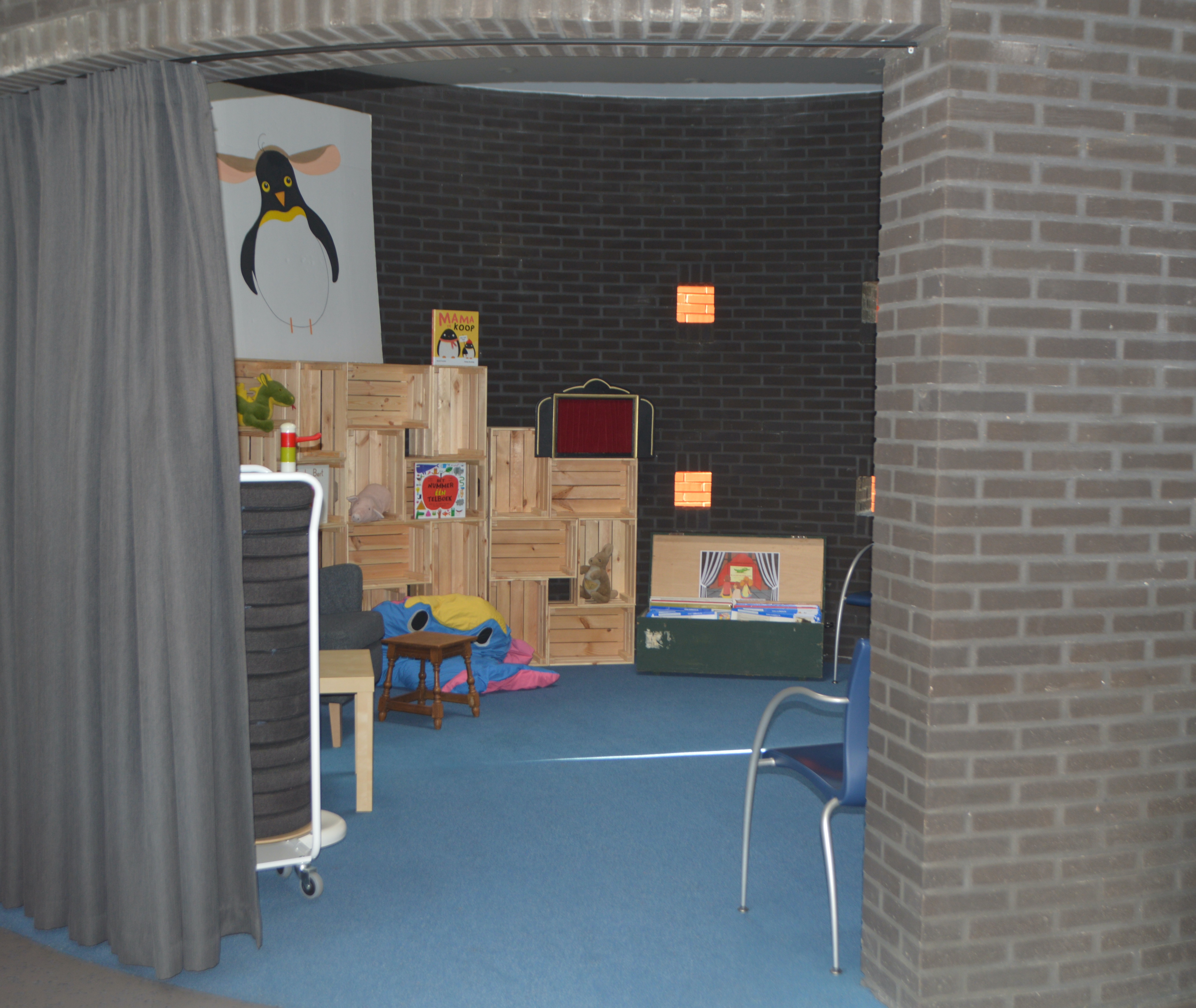
Vertelhoek kleuters

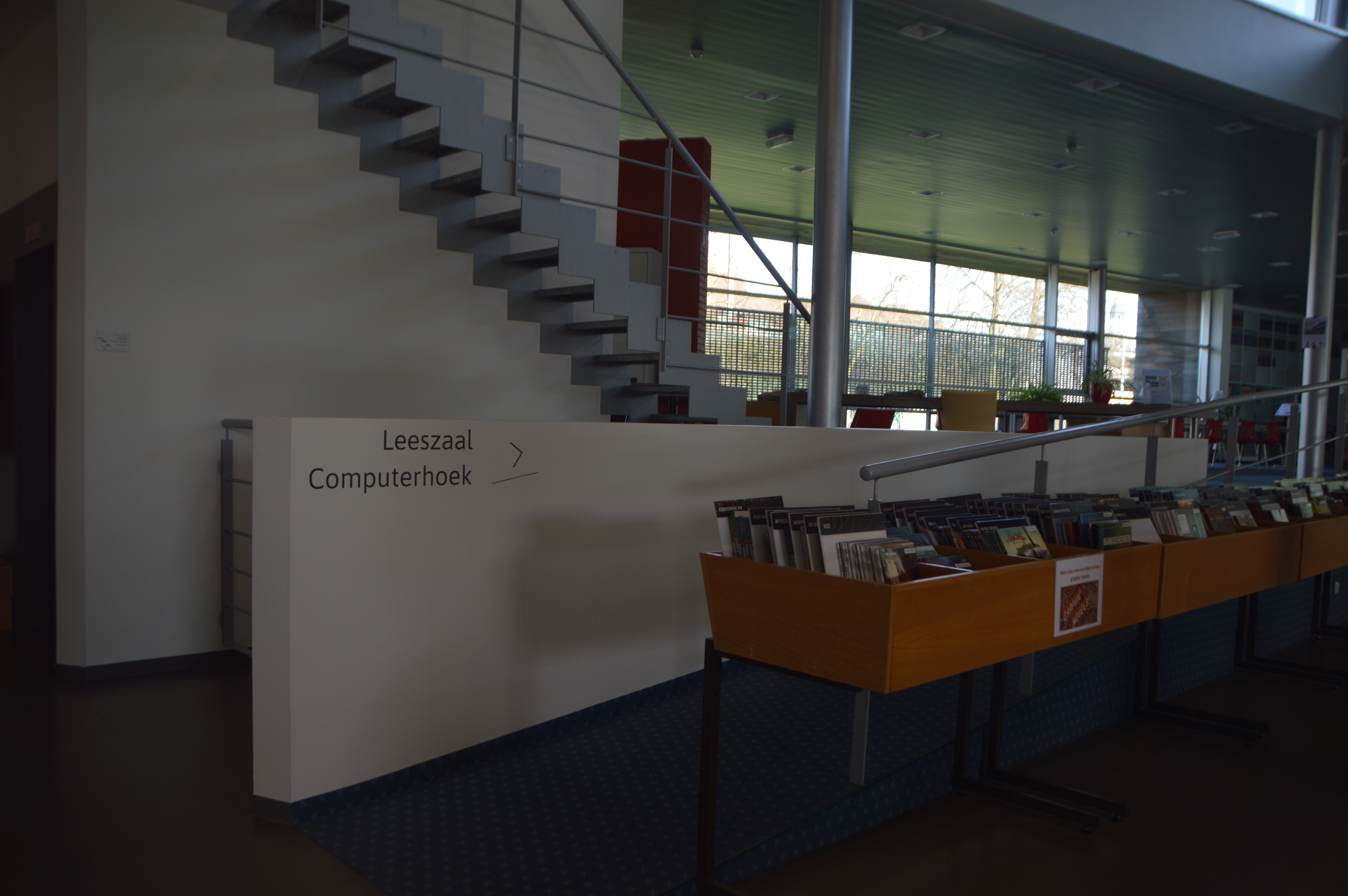
Hellend vlak naar leeszaal en computerhoek
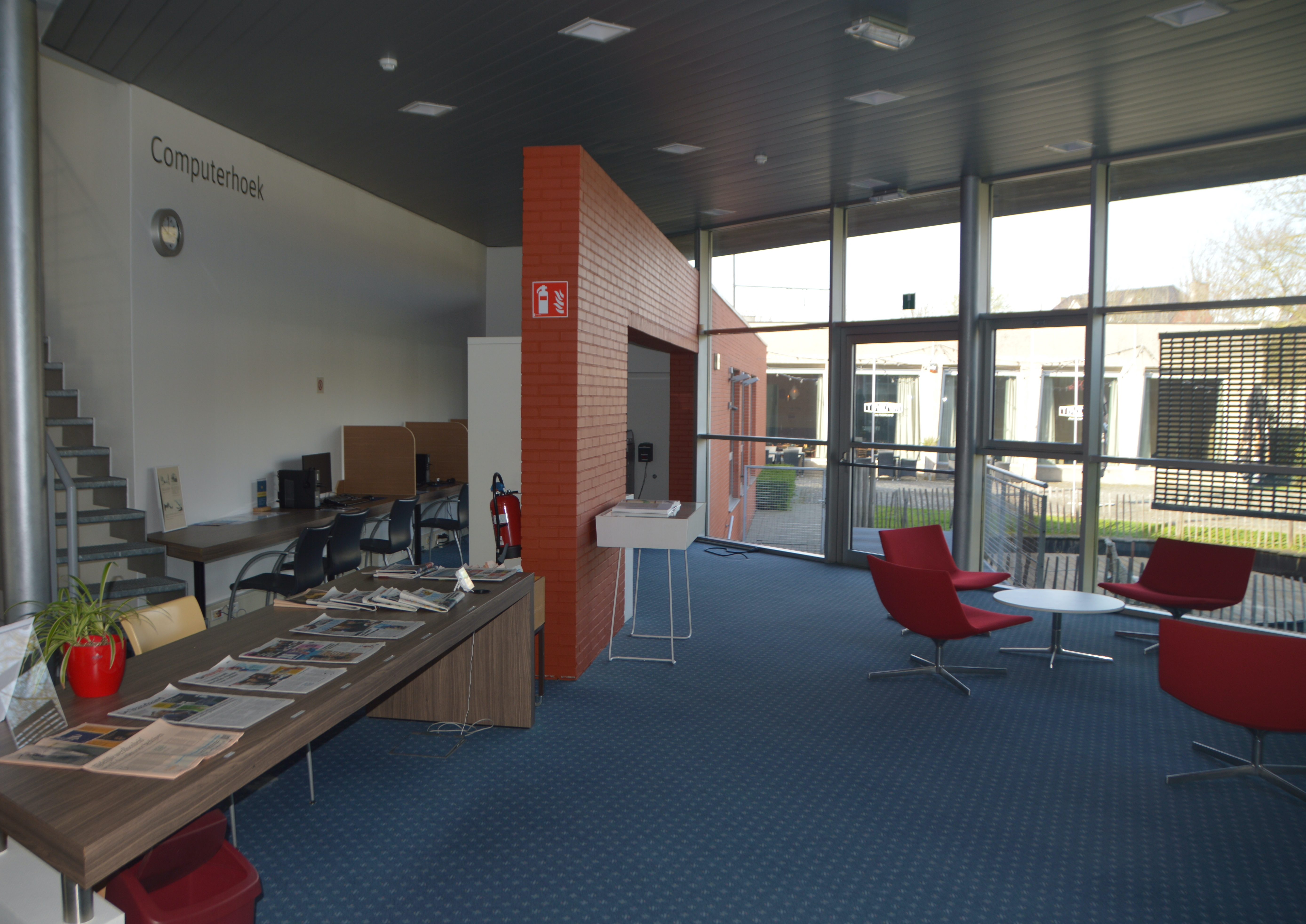
Computerhoek
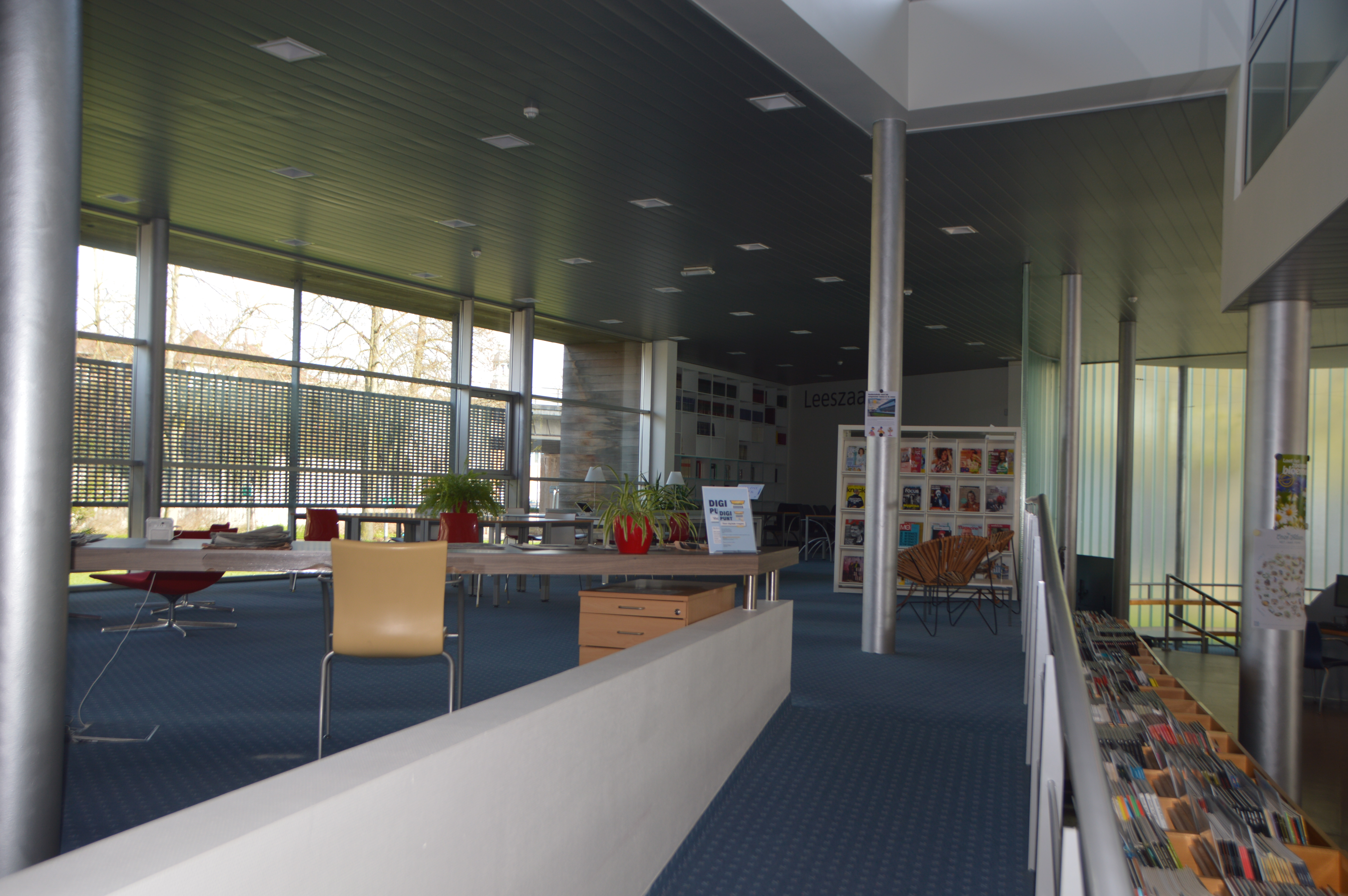
Leeszaal
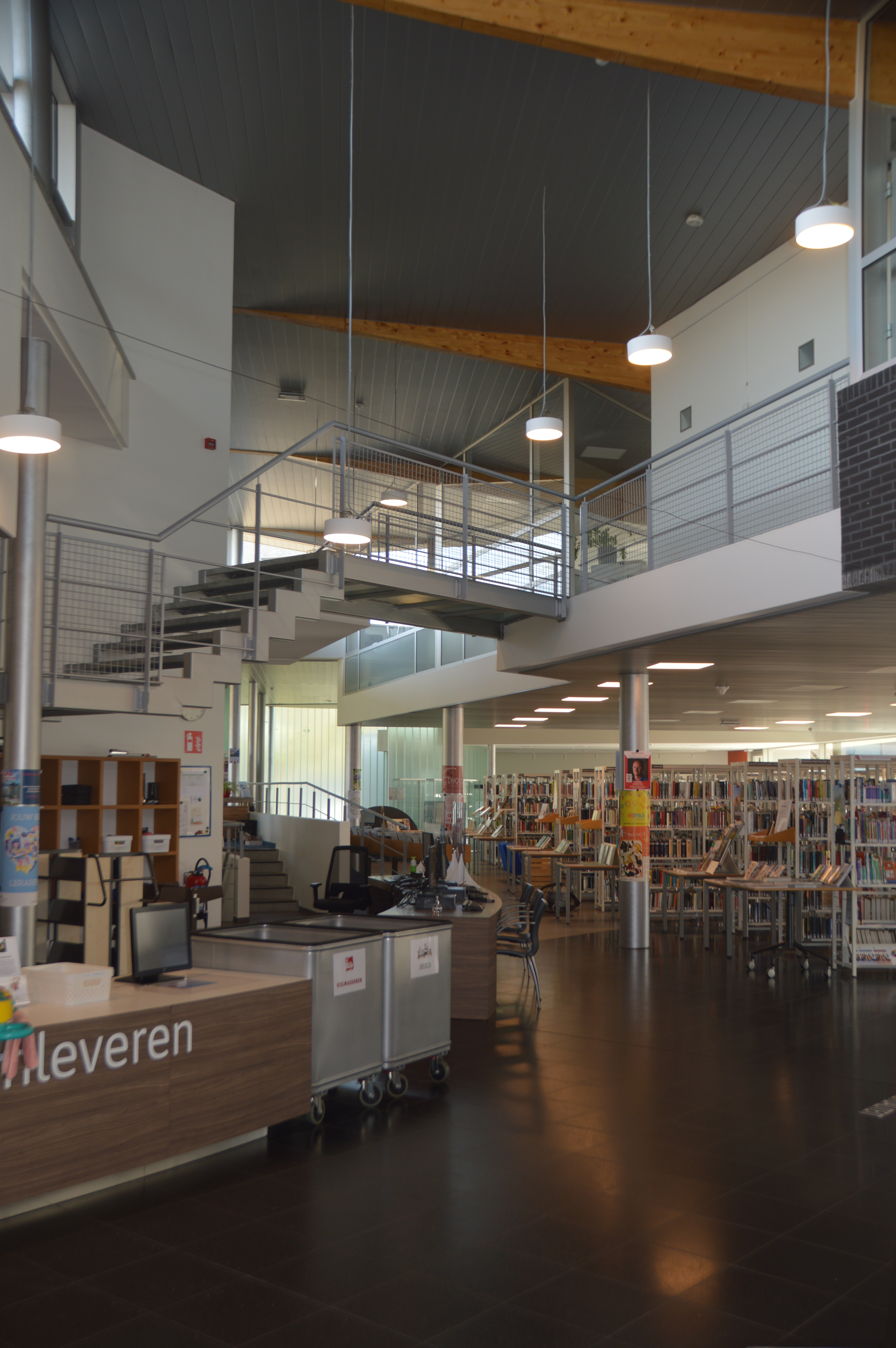
Trap richting burelen
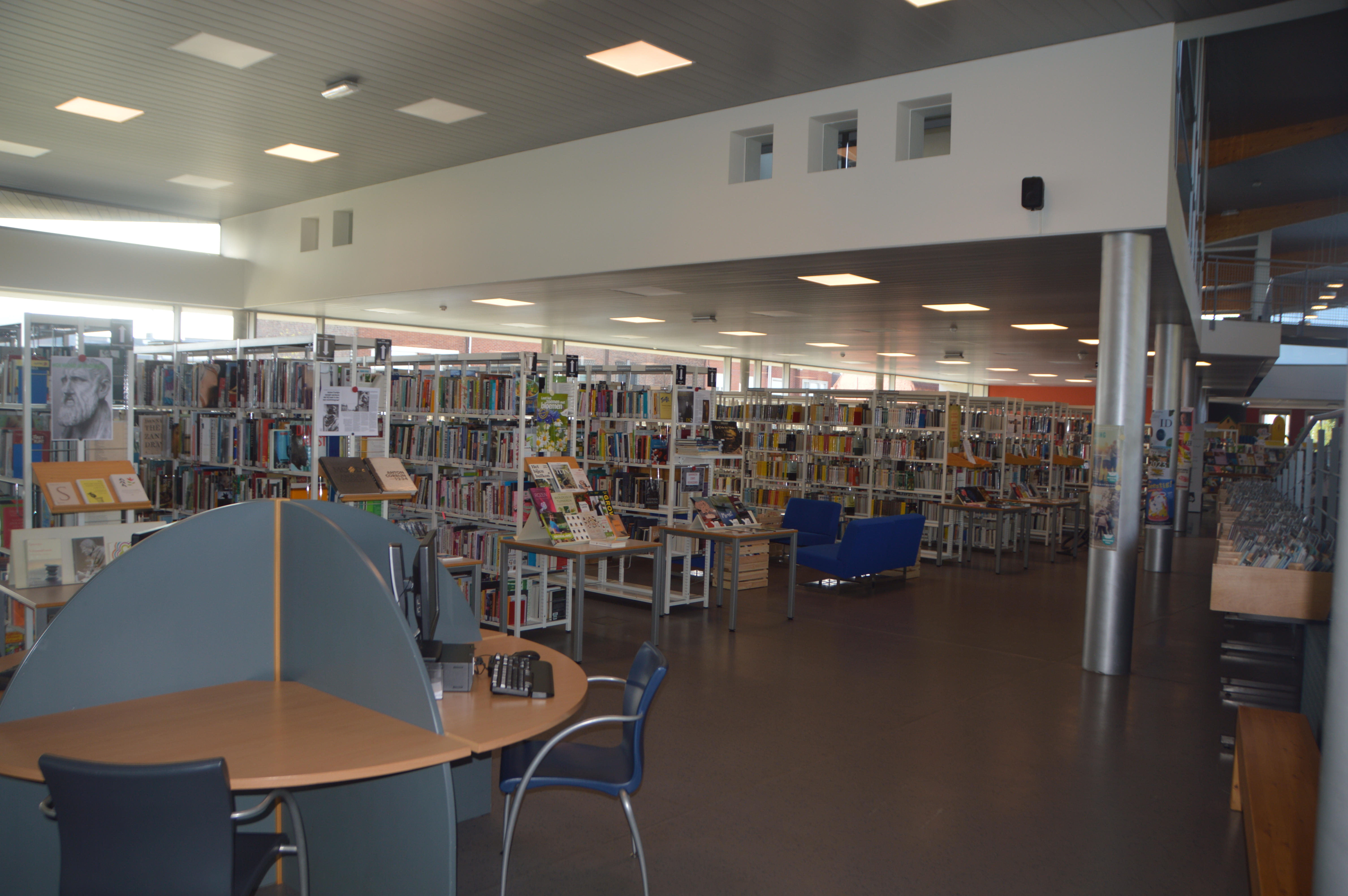
Afdeling fictie - non-fictie
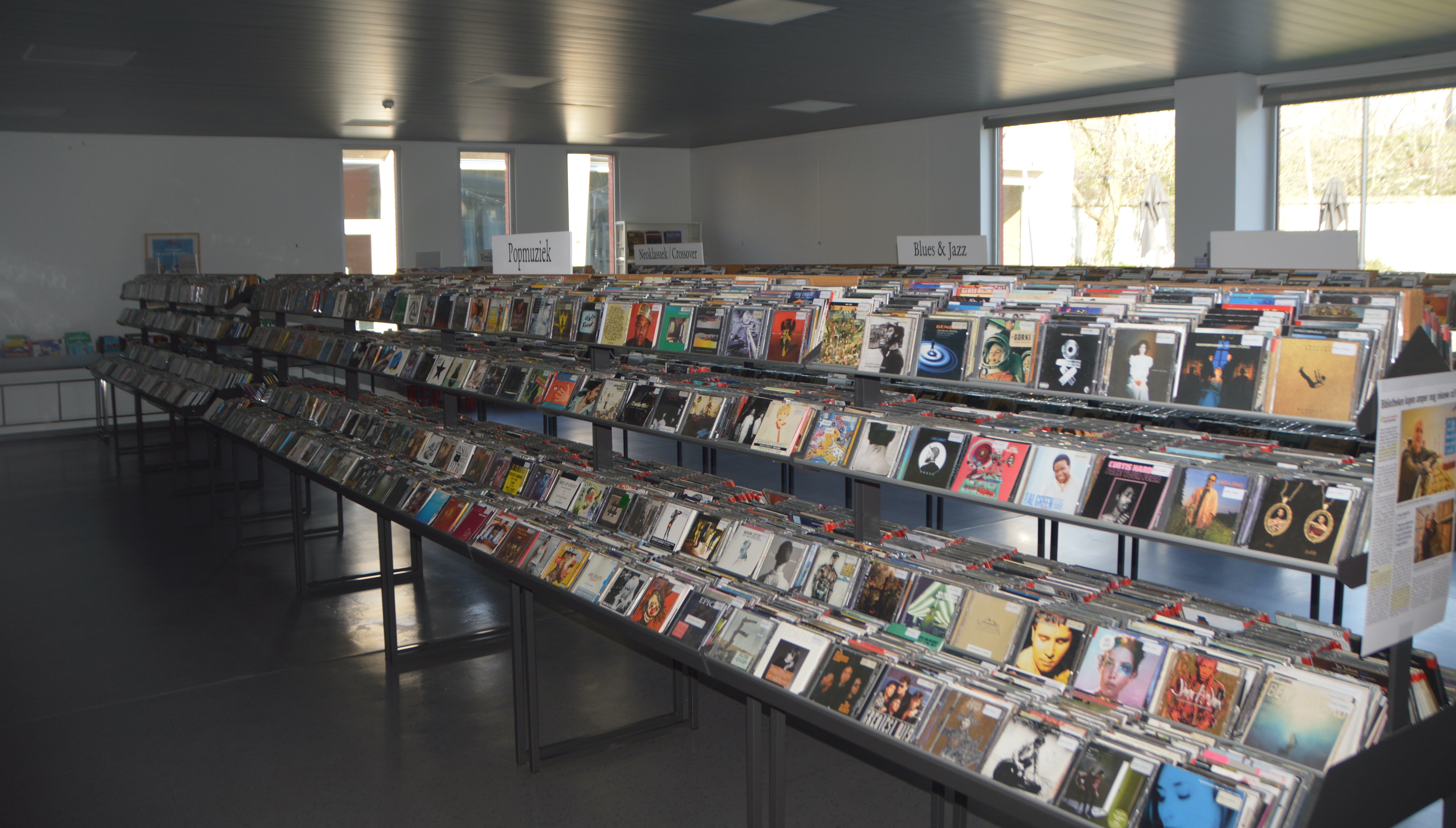
Afdeling beeld & geluid

### Exterieur

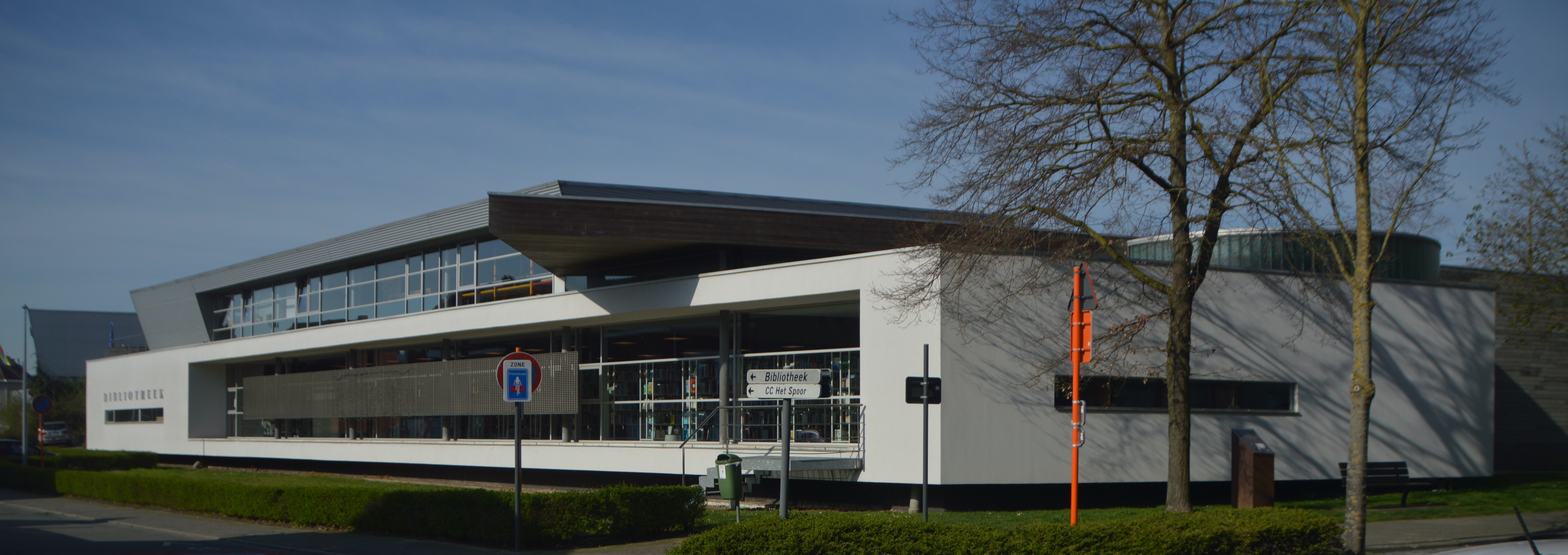
Zijaanzicht gebouw
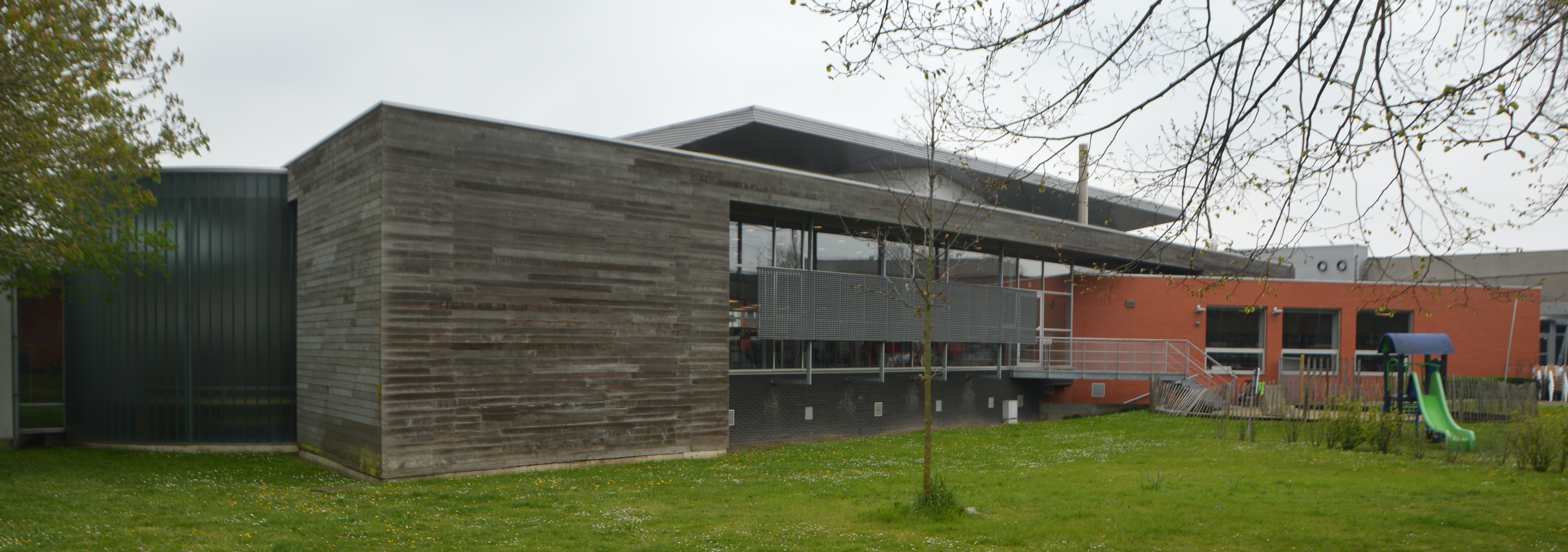
Achterzijde gebouw
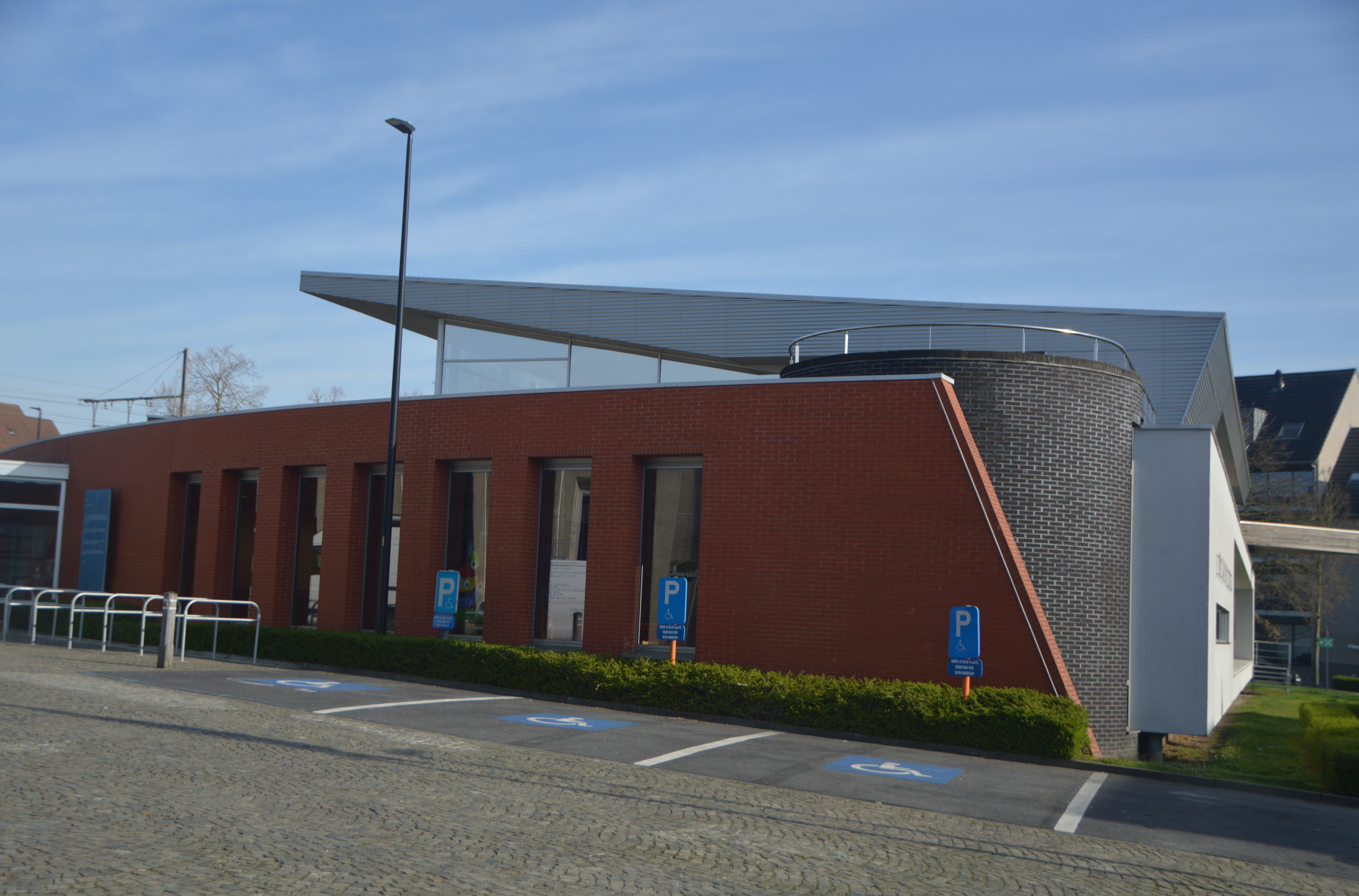
Rode gebogen muur gebouw
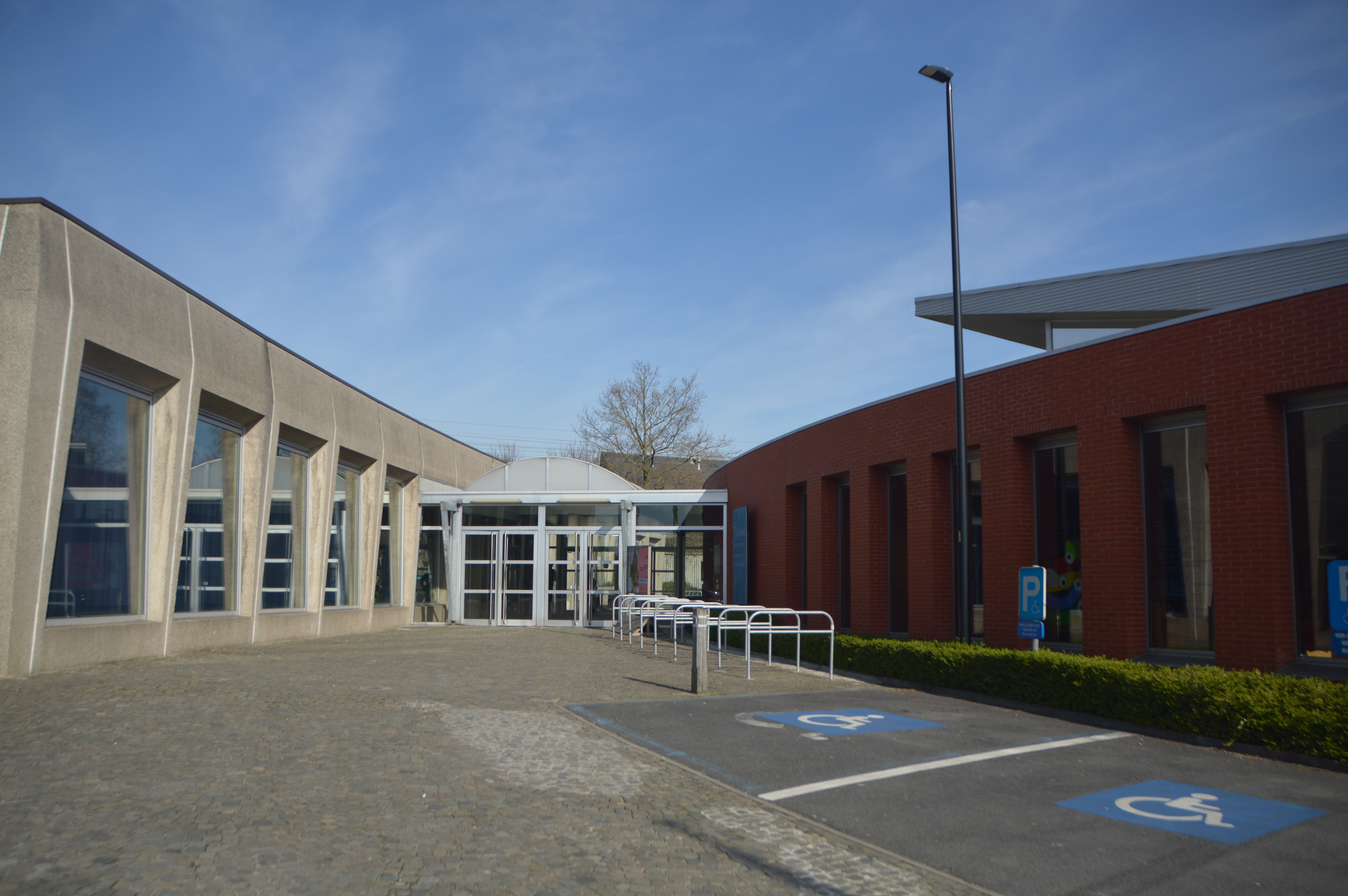
Trechter richting sas
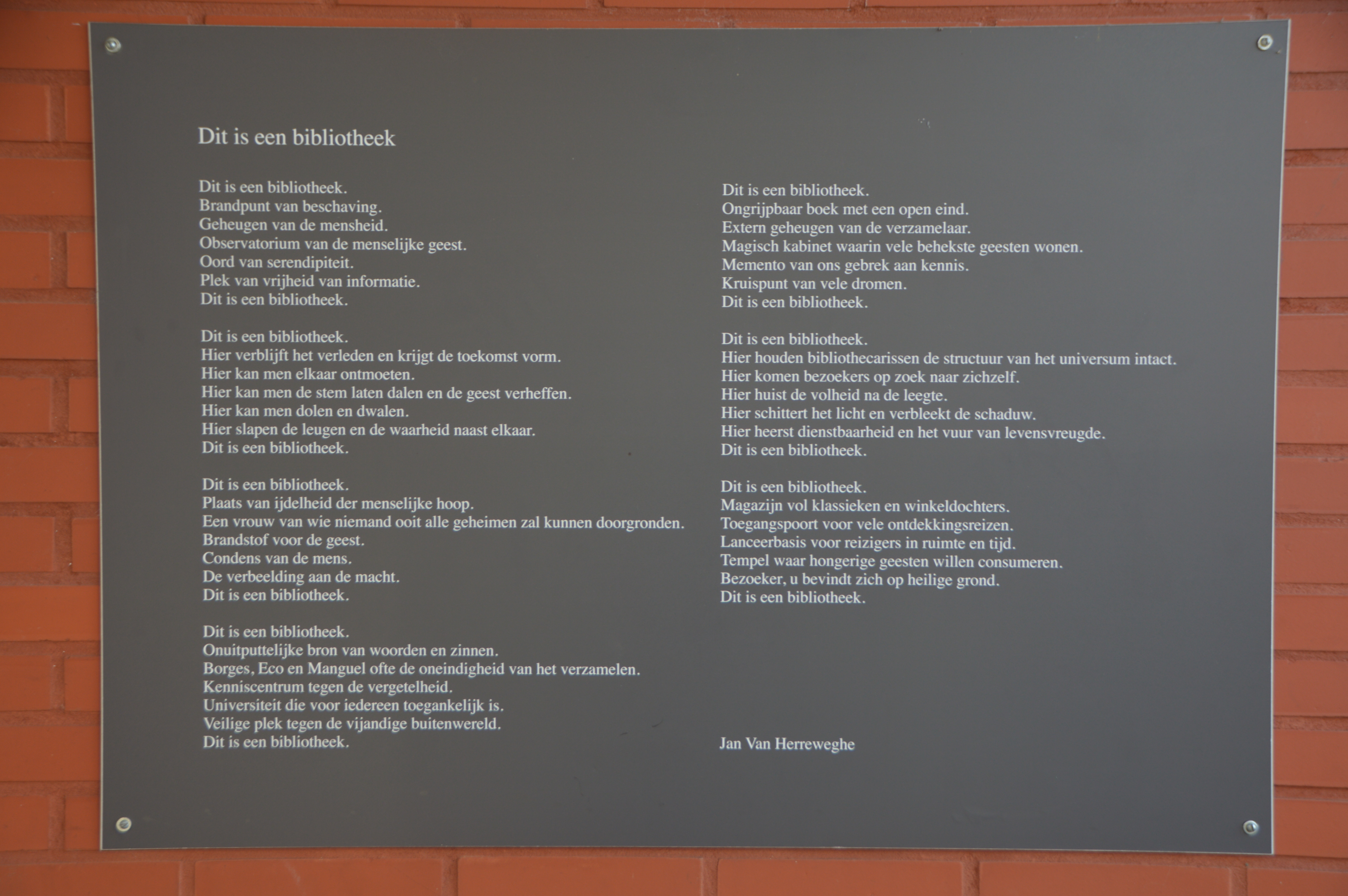
Gedicht gewezen bibliothecaris Jan Van Herreweghe aan inkom gebouw